# Agrioceros
Agrioceros är ett släkte av fjärilar som beskrevs av Edward Meyrick 1928. Agrioceros ingår ingår i  familjen Ethmiidae.

## Dottertaxa tillAgrioceros, i alfabetisk ordning[1]
| Agrioceros hypomelas    |
| Agrioceros magnificella |
| Agrioceros neogena      |
| Agrioceros platycypha   |
| Agrioceros subnota      |
| Agrioceros zelaea       |